# François-Xavier Dumortier
François-Xavier Dumortier, S.J. (Levroux, 4 de novembro de 1948) é um padre jesuíta francês da Igreja Católica, reitor emérito da Pontifícia Universidade Gregoriana.

## Biografia
François-Xavier Dumortier nasceu em 4 de novembro de 1948 em Levroux, França, e ingressou na Companhia de Jesus aos 25 anos. Foi ordenado sacerdote em 1982, e seus votos finais como jesuíta em 1990.
Dumortier foi professor de filosofia durante vinte anos; ele ensinou em particular no Centre Sèvres, a faculdade jesuíta de filosofia e teologia na França. Foi reitor dessa faculdade de 1997 a 2003. Depois, Dumortier foi superior da província francesa da Companhia de Jesus até 2009.
Em 27 de abril de 2010, o Papa Bento XVI anunciou o padre Dumortier como o próximo reitor da Pontifícia Universidade Gregoriana, substituindo a Gianfranco Ghirlanda, S.J., com a nomeação entrando em vigor em 1 de setembro de 2010.
François-Xavier Dumortier é cavaleiro da Ordem Nacional da Legião de Honra desde 1 de janeiro de 2014.
Em 21 de março de 2016, foi nomeado seu substituto como reitor da Pontifícia Universidade Gregoriana a Nuno da Silva Gonçalves, S.J., que passou a exercer o cargo a partir de 1 de setembro.

## Publicações
- Luigi Taparelli d'Azeglio: aux origines du néo-thomisme, un théoricien catholique du droit naturel(em francês), université Panthéon-Assas, 1980
- Olivier de Dinechin, Marcel Domergue, François-Xavier Dumortier, Luc Pareydt, Liberté, loi, morale (em francês),  Assas éd., 1992
- François-Xavier Dumortier, Adil Jazouli, Claude Journès, [et al.], Insécurité, question de confiance : le lien social attaqué, insécurités urbaines, quels agents, quel argent ? (em francês), Assas, 1994
- Georges Chavanes, Jean Dubois, François-Xavier Dumortier, [et al.], Le Travail à contre-emploi (em francês), Assas éd, 1996